# Castelos na areia
 (janvier 2023).
Albums de Madredeus
A nova aurora
(2009) Essência
(2012)
Castelos na areia est le onzième album du groupe portugais Madredeus, réalisé avec le groupe A Banda Cósmica et sorti en 2010 sur le label Eter au Portugal. 

## Titres de l'album
1. Castelos na areia - A maré
2. Até bem longe
3. Inspiração de amor
4. Que complicação de civilização...
5. O combate
6. Se todos os rios vão dar ao mar
7. Quando a valsa começar
8. O espaço interior
9. Liberdade de expressão
10. Quem não quer ser lobo, não lhe veste a pele...
11. O som é bom